# Trillium nivale
Trillium nivale är en nysrotsväxtart som beskrevs av John Leonard Riddell. Trillium nivale ingår i släktet treblad, och familjen nysrotsväxter. Inga underarter finns listade.

## Bildgalleri

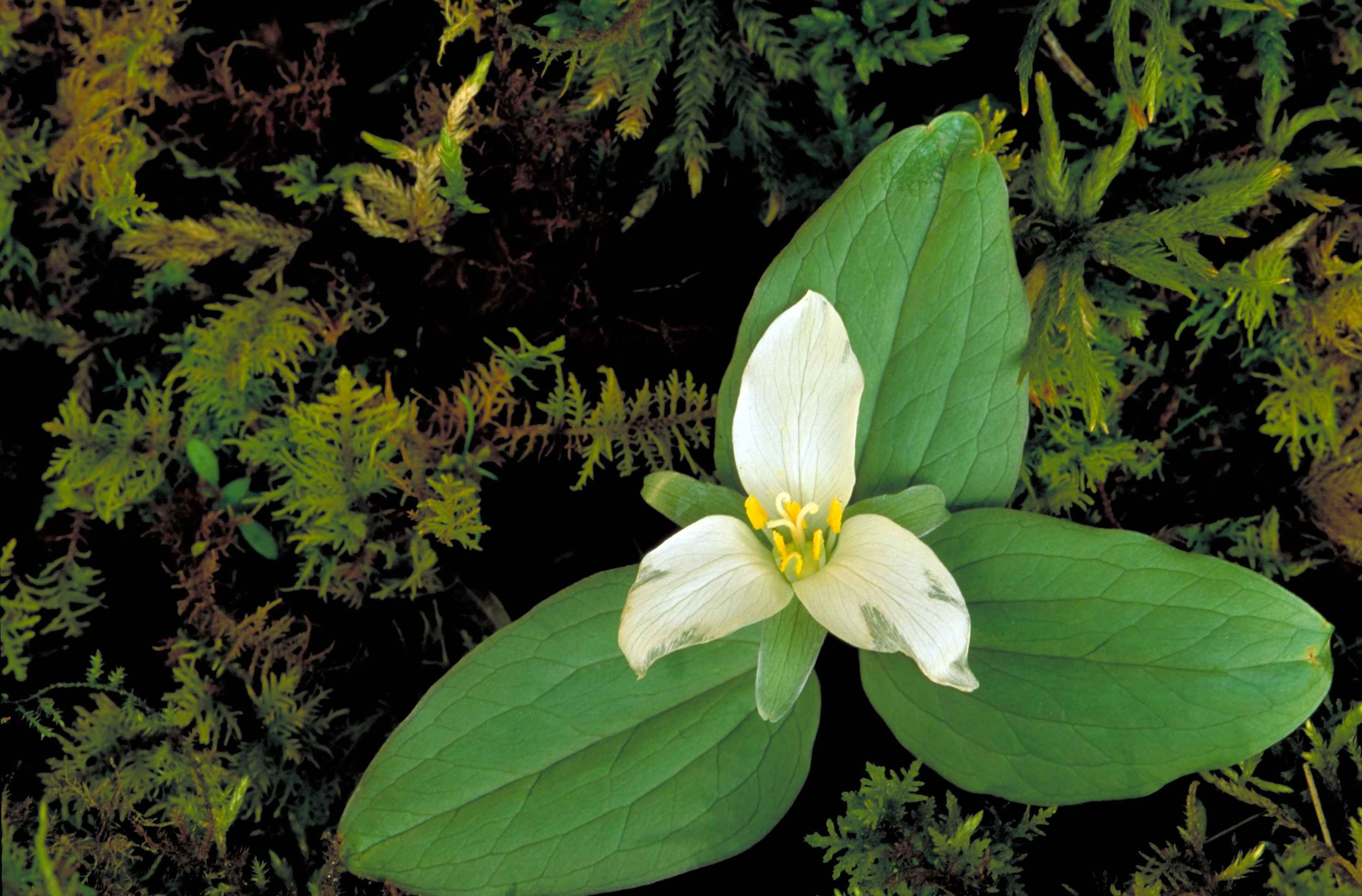
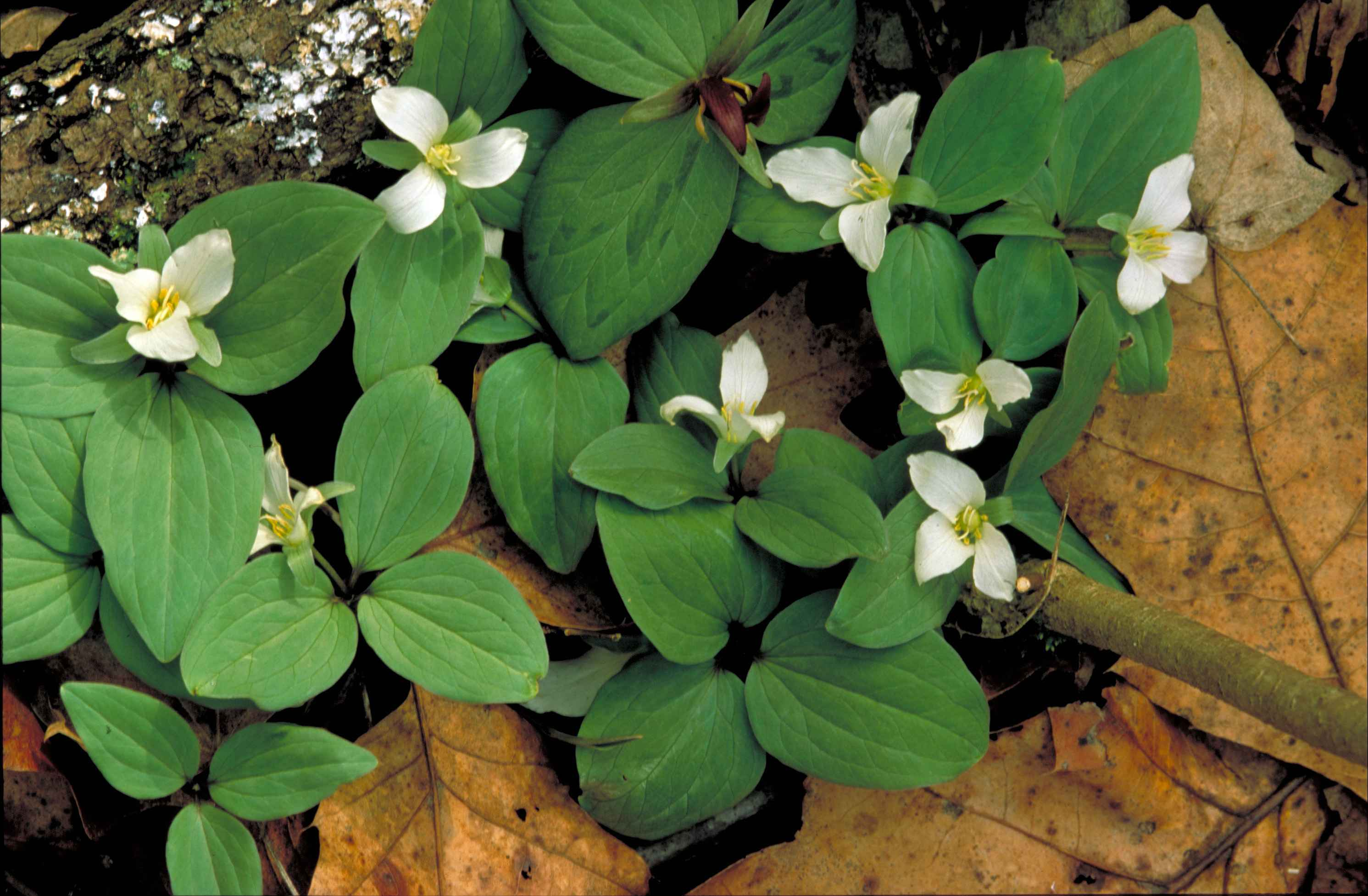
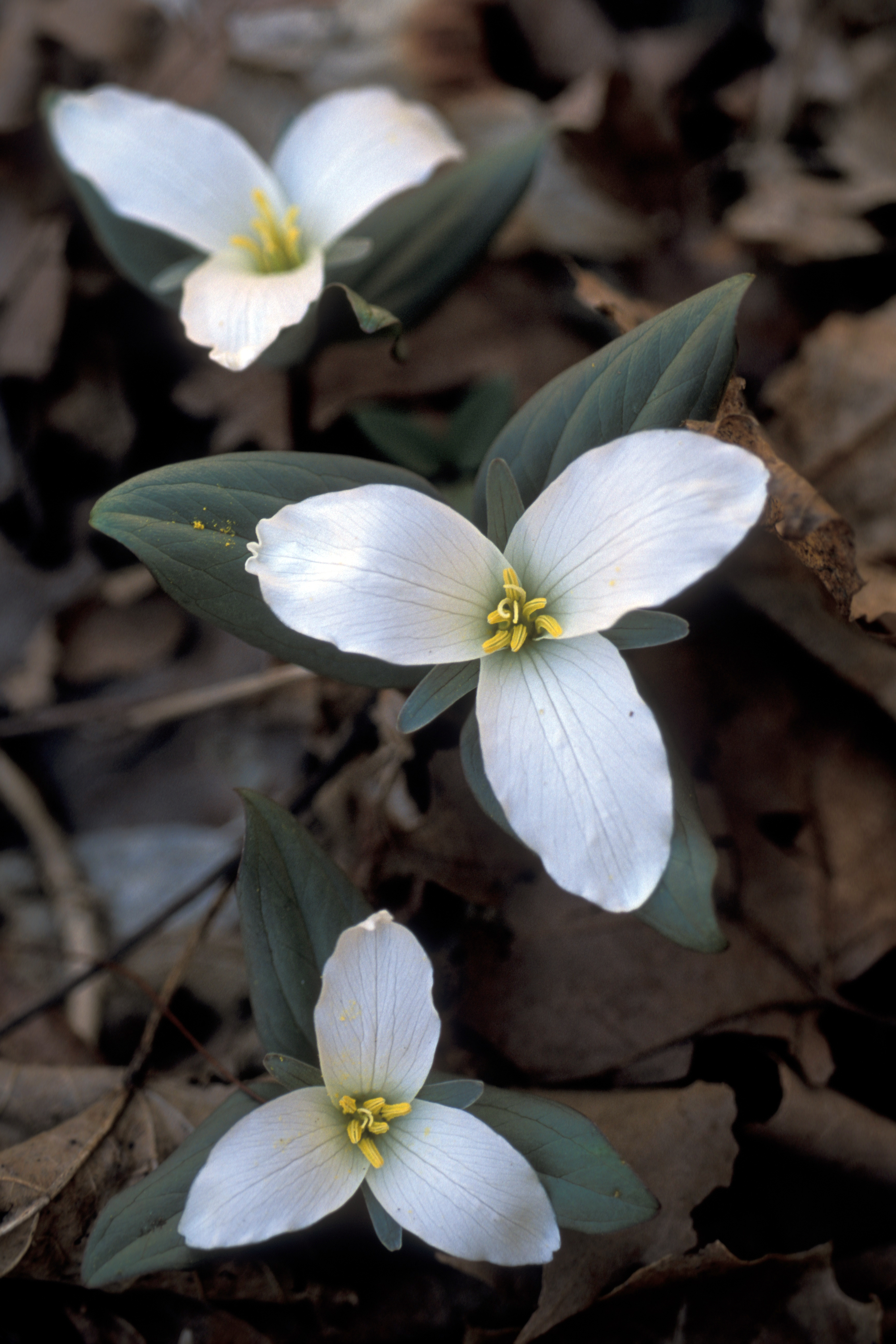